# Metrodora arcuatus
Metrodora arcuatus är en insektsart som först beskrevs av Bruner, L. 1920.  Metrodora arcuatus ingår i släktet Metrodora och familjen torngräshoppor. Inga underarter finns listade i Catalogue of Life.